# 仰光市政廳
仰光市政廳（YCH）為緬甸最大城市仰光的地方政府大樓，該市政廳的官員現由仰光城市發展委員會（YCDC）所主導。仰光市政廳的屋頂因採用「帕亞塔」的傳統階層式構造而被認定為符合緬甸建築的典範。該市政廳是由曾經設計仰光中央車站的緬甸建築師烏丁所設計。市政廳於1926年開始興建，1936年完工。該市鎮廳前身為裡彭會堂（Ripon Hall）。
該市政廳一直以來為多次大型政治示威活動之焦點，其中包含在1964年由人民和平委員會（People's Peace Committee）所發起的集會，該集會吸引近二十萬民眾來參與，目的為支持緬甸民族領袖德钦哥都迈，隨後因社會主義政權而遭到鎮壓，另外該市政廳為2000年、2008年以及2009年爆炸事件之現場。
市政廳位在仰光市中心，市政廳附近有許多如蘇萊佛塔、摩訶班都拉公園、缅甸最高法院以及郵政總局等仰光重要地標。
仰光市政廳已被列入至仰光城市地標列表中。

## 圖片
- 在摩訶班都拉公園內可見的仰光市政廳
- 仰光市政廳
- 1945年二戰後的仰光市政廳
- 2012年外牆重新粉刷後的仰光市政廳